# Matthew Charles Sanders
Matthew Charles Sanders, mera känd under sitt artistnamn M. Shadows, född 31 juli 1981, är en amerikansk sångare i  metal/metalcore-bandet Avenged Sevenfold (A7X).
Sanders började sjunga i tidig ålder. När han började Huntington Beach High School gick han med som sångare punkbandet Successful Failure. 1999 startade han bandet Avenged Sevenfold med bandets nuvarande gitarrist Zacky Vengeance, före detta trummisen The Rev och Matt Wendt.
Sanders gifte sig 17 oktober 2009 med Valary DiBenedetto. Tillsammans har de två söner, Cash och River.

## Diskografi

### Med Avenged Sevenfold
Studioalbum
- Sounding the Seventh Trumpet (2001)
- Waking the Fallen (2003)
- City of Evil (2005)
- Avenged Sevenfold (2007)
- Nightmare (2010)
- Hail to the King (2013)
- The Stage (2016)
- Life is but a dream (2023)

Livealbum
- Live at the GRAMMY Museum (2017)

Livealbum/Studioalbum (DVD + CD)
- Live in the LBC & Diamonds in the Rough (2008)

Hitsinglar (nummer 1 på Billboard Hot Mainstream Rock Tracks)
- "So Far Away" (2011)
- "Hail to the King" (2013)
- "Shepherd of Fire" (2013)

Samlingsalbum
- The Best of 2005–2013 (2016)

### Gästframträdanden
- "Savior, Saint, Salvation" genom Bleeding Through (2002; Portrait of the Goddess)
- "Entombed We Collide" genom Death by Stereo (2005; Death for Life)
- "Buffalo Stampede" genom Cowboy Troy (2007; Black in the Saddle)
- "The River" genom Good Charlotte (2007; Good Morning Revival, också med Synyster Gates)
- "Turn Out the Lights" genom Steel Panther (2009; Feel the Steel)
- "Nothing to Say" genom Slash (2010; Slash)
- "Check the Level" genom Dirty Heads (2010; Any Port in a Storm, också med Slash)
- "Go Alone" genom Hell or Highwater (2011; Begin Again)
- "Sandpaper" genom Fozzy (2012; Sin and Bones)
- "Landmine" genom Pitch Black Forecast (2012; Burning in Water... Drowning in Flame)
- "Save Me" genom Machine Gun Kelly (2012; Lace Up, också med Synyster Gates)
- "Haze" genom Device (2013; Device)
- "Landmine" genom Pitch Black Forecast (2014; As the World Burns)
- "Burn It Down" and "Faint" genom Linkin Park, live at the 2017 Linkin Park and Friends: Celebrate Life in Honor of Chester Bennington (också med Synyster Gates på "Faint").
- "Super Hero" genom Atreyu (2018; In Our Wake)
- "Street Spirit" genom These Grey Men (2020; These Grey Men, en cover på Radiohead-spåret)